# Жовта Круча
Жо́вта Кру́ча — село в Україні, у Комишуваській селищній громаді Запорізького району Запорізької області. Населення становить 339 осіб. До 2016 орган місцевого самоврядування — Новотроїцька сільська рада.

## Географія
Село Жовта Круча знаходиться на лівому березі річки Берестової, нижче за течією на відстані 1 км розташоване село Блакитне.

## Історія
12 червня 2020 року, відповідно до Розпорядження Кабінету Міністрів України від № 713-р «Про визначення адміністративних центрів та затвердження територій територіальних громад Запорізької області», увійшло до складу Комишуваської селищної громади.
19 липня 2020 року, в результаті адміністративно-територіальної реформи та ліквідації Оріхівського району, селище увійшло до складу Запорізького району.
13 грудня 2022 року російські агресори завдали удару по селу ракетами С-300. Внаслідок ворожих обстрілів було пошкоджено будинки місцевих жителів. На місці виявили дві великі вирви. Також, внаслідок обстрілу було пошкоджено пам'ятник воїнам Радянської армії.

## Пам'ятки
- Братська могила радянських воїнів та пам'ятник воїнам-односельцям. Поховано 32 чол. 13 грудня 2022 року пам'ятник пошкоджено російським обстрілом.
- На північ від села розташований ландшафтний заказник місцевого значення «Балка Жовтокручанська»[4].